# Powiat sokólski (1808–1919)
Powiat sokólski (ros. Сокольский уе́зд) – jednostka administracyjna na ziemiach zabranych należąca  do  Imperium Rosyjskiego (w latach 1808–1843 do obwodu białostockiego a 1843–1915 do guberni grodzieńskiej).
Podczas  I wojny światowej (1915–1919) należał do okupowanego przez Niemcy Ober-Ostu (w latach 1915–1916 w okręgu Białystok, a 1916–1918 w okręgu Białystok-Grodno) oraz do Królestwa Litwy (1918). W sierpniu 1919 przeszedł pod administrację polską.
Siedzibą powiatu było miasto Sokółka.

## Kontekst historyczny
16 listopada 1794 upadło powstanie kościuszkowskie, w rok później upadła I Rzeczpospolita. Po trzecim rozbiorze tereny północno-wschodniej Polski weszły w skład państwa pruskiego, które utworzyło z nich nową prowincję Prusy Nowowschodnie z podziałem na dwa departamenty: białostocki i płocki. Departament białostocki podzielono na dziesięć powiatów (dystryktów) – w tym powiaty białostocki i  dąbrowski.
- powiat białostocki  objął inicjalnie 11 miast: Białystok, Choroszcz, Gródek, Janów, Jasionówka, Knyszyn, Odelsk, Sokółka, Trzcianne, Wasilków, Zabłudów; później 10 miast, bo w 1800 roku Trzciannego nie zaliczono już do miast;

- powiat dąbrowski objął 10 miast: Dąbrowa, Hołynka, Korycin, Kuźnica, Lipsk, Nowy Dwór, Raczki, Sidra, Sopoćkinie, Suchowola i Sztabin[3].

## Imperium Rosyjskie(1808–1915)

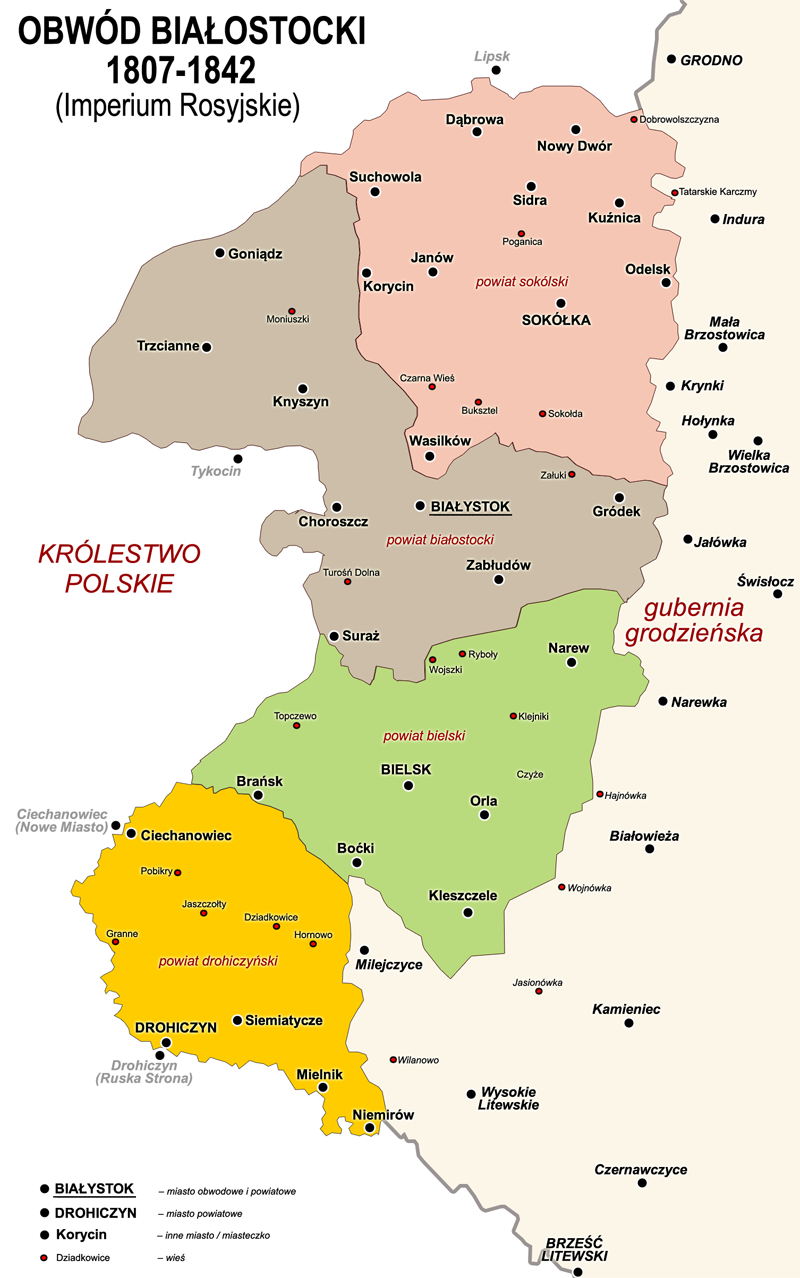
Powiat sokólski (kolor różowy) w obwodzie białostockim

Powiat sokólski w składzie guberni grodzieńskiej

Na mocy traktatu tylżyckiego w 1807, obszar powiatu białostockiego oraz częściowo dąbrowskiego odłączono od Prus i przekazano Rosji, gdzie wszedł w skład obwodu białostockiego. Tam, w 1808 roku z części tych powiatów utworzono powiat sokólski:
- z północnej części powiatu białostockiego – okolice Janowa, Odelska, Sokółki i Wasilkowa;
- z południowej części zniesionego powiatu dąbrowskiego – okolice Dąbrowy, Korycina, Kuźnicy, Nowego Dworu, Sidry i Suchowoli.

### Podział administracyjny
W 1890 roku powiat obejmował 9 miast, 1 miasteczko i  13 gmin (wołości) i tyle samo w 1913 roku:
Miasta:
- miasto Dąbrowa (965 mieszk.)
- miasto Janów (1090 mieszk.)
- miasto Korycin (328 mieszk.)
- miasto Kuźnica (664 mieszk.)
- miasto Nowy Dwór (647 mieszk.)
- miasto Odelsk (702 mieszk.)
- miasto Sokółka (4954 mieszk.)
- miasto Suchowola (1486 mieszk.)
- miasto Wasilków (1859 mieszk.)

Miasteczka:
- miasteczko Sidra (do 1857 miasto)

Gminy:
- gmina bagnowska – siedziba: wieś Domuraty (6338 mieszk., 46 wsi)
- gmina grzebieniewska – siedziba: miasto Nowy Dwór (4671 mieszk., 39 wsi)
- gmina zubrzycka – siedziba: wieś Babiki (6609 mieszk., 68 wsi)
- gmina kamionecka – siedziba: wieś Janowszczyzna (6950 mieszk., 63 wsi)
- gmina kamieńska – siedziba: wieś Krasnystok (6261 mieszk., 40 wsi)
- gmina kruglańska – siedziba: miasto Kuźnica (6456 mieszk., 82 wsi)
- gmina makowlańska – siedziba: miasteczko Sidra (5538 mieszk., 68 wsi)
- gmina nowowolska – siedziba: wieś Nowowola (6103 mieszk., 52 wsi)
- gmina ostrowska – siedziba: uroczysko Świdłówka (6728 mieszk., 68 wsi)
- gmina ostrogórska – siedziba: wieś Ostra Góra (6838 mieszk., 47 wsi)
- gmina romanowska – siedziba: wieś Łozowo (6102 mieszk., 46 wsi)
- gmina trofimowska – siedziba: wieś Trofimówka (6123 mieszk., 48 wsi)
- gmina czarnowiejska – siedziba: wieś Czarna Wieś (3614 mieszk., 54 wsi)

Według spisu z 1897 r. w powiecie mieszkało 110,5 tys. osób. W tym Białorusini – 83,8%; Żydzi – 12,2%; Rosjanie – 1,8%; Polacy – 1,2%. W mieście powiatowym Sokółka mieszkało 7598 osób, a w miasteczkach: w Wasilkowie – 3880 osób, w Suchowoli – 3203 osoby, w Janowie – 2296 osób, w Dąbrowie – 1988 osób, w Odelsku – 1462 osoby, w Kuźnicy – 1346 osób, w Nowym Dworze – 1300 osób, w Korycinie– 683 osoby.

## I wojna światowa

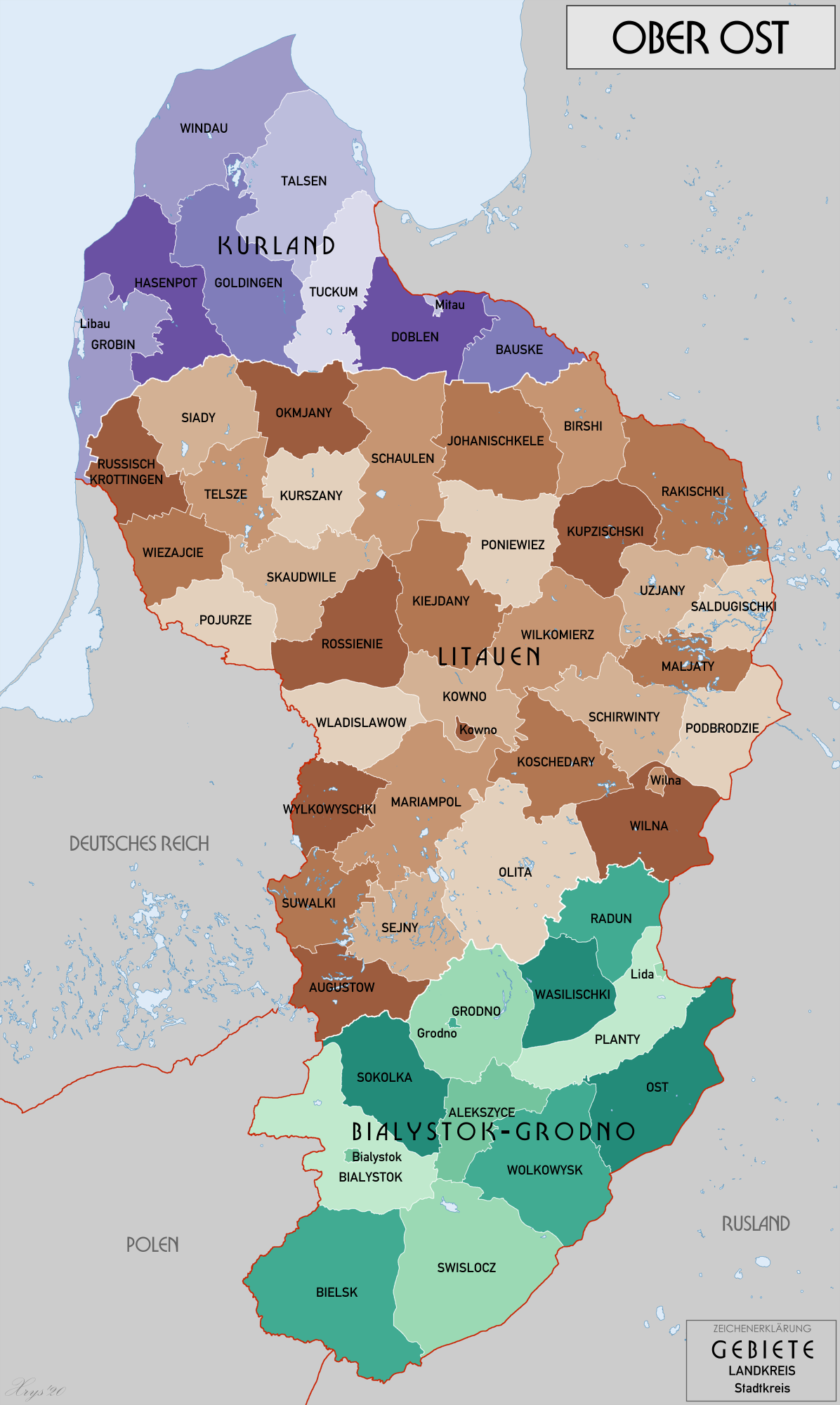
Powiat sokólski w okręgu Białystok-Grodno w ramach Ober-Ost

Podczas I wojny światowej (1915–1919) powiat sokólski należał do okupowanego przez Niemcy Ober-Ostu (w latach 1915–1916 w okręgu Białystok, a 1916–1918 w okręgu Białystok-Grodno), a następnie do Królestwa Litwy (1918).
W przeciwieństwie do innych powiatów byłej guberni grodzieńskiej, gdzie w dużej mierze zachowano podział na rosyjskie gminy zbiorowe, powiat sokólski podległ kompletnej transformacji na szczeblu gminnym. Spośród jego oryginalnych 13 gmin zachowała się tylko jedna, a w ich miejsce utworzono 11 nowych gmin o zupełnie innych granicach:
Dąbrowa, Janów, Korycin, Kuźnica, Nowy Dwór, Odelsk, Sidra, Sokolany, Sokółka, Suchowola, Szudziałowo i Zalesie; ponadto jedyna zachowana gmina – Czarna Wieś – zmieniła granice i została wraz z Wasilkowem włączona do bliższego powiatu białostockiego, a przed zmianą powiatu utworzono z części jej obszaru (i części obszaru zniesionej gminy Kamionka) drugą gminę Czarna Wieś, która pozostała w powiecie sokólskim.
Po I wojnie światowej, 14 sierpnia 1919, obszar rosyjskiego powiatu sokólskiego w całości przypadł Polsce, wchodząc w skład w województwa białostockiego jako powiat sokólski. Rząd polski, mimo że generalnie utrzymał dawny rosyjski podział administracyjny na powiaty, w przypadku powiatu sokólskiego zachował jednak zmieniony podział na gminy oraz zmianę powiatu przez Wasilków i Czarna Wieś wprowadzone podczas okupacji wojennej.